# Quirze Adrobau i Boix
Quirze Adrobau i Boix (14 de novembre de 1805 - Olot, 1883), fou frare caputxí, compositor i un dels principals propagadors de la devoció al Sagrat Cor a Catalunya durant el segle xix. Es desconeix si guardava alguna relació de parentiu amb Jaume Adrobau, organista del monestir de Sant Salvador de Breda entre 1826 i 1844.
Va escriure devocionaris destinats als congregants del Sagrat Cor com les Prácticas piadosas en honor del Sagrat Cor de Jesús (Olot, 1868) o el Directorio práctico para los congregantes y coros angelicales en obsequio del Sagrado Corazón de Jesús (Barcelona, 1865). En aquests escrits s'esmenta de manera molt pedagògica, els principals continguts de la devoció al Cor de Jesús amb una explícita referència a l'adoració exigida als congregants, de manera que els facilita texts adients per als actes de consagració, adoració i desgreuge.
Es conserven obres seves als fons musicals de la Seu de Manresa i de l'església parroquial de Sant Esteve d'Olot (OloSE).